# Aïn Legraj
Aïn Legraj è un comune dell'Algeria, situato nella provincia di Sétif.